# Ligue des champions féminine de l'EHF 1999-2000
Navigation
Ligue des champions 1998-1999 Ligue des champions 2000-2001
La Ligue des champions 1999-2000 est la 40e édition de la Ligue des champions, compétition de handball qui met aux prises les meilleures équipes européennes.
La compétition est remportée pour la huitième fois par le club autrichien d'Hypo Niederösterreich, vainqueur en finale du club macédonien du Kometal Ǵorče Petrov Skopje.

## Tour préliminaire
| Équipe 1              | Score | Équipe 2               | Aller | Retour |
| --------------------- | ----- | ---------------------- | ----- | ------ |
| Politechnik Minsk     | 45–70 | HC Leipzig             | 29–32 | 16–38  |
| Westfriesland SEW     | 35–74 | Metz Handball          | 16–33 | 19–41  |
| Kometal GP Skopje     | 73–24 | HBC Bascharage         | 41–11 | 32–13  |
| Bækkelagets SK        | 54–37 | Slavia Prague          | 25–19 | 29–18  |
| HC Motor Zaporijjia   | 76–19 | Kefalovrysos Kythreas  | 39–11 | 37–8   |
| SPR Lublin            | 73–43 | Sävsjö HK              | 37–21 | 36–22  |
| Hypo Niederösterreich | 90–45 | De Gasperi             | 42–16 | 48–29  |
| Anadolu SK            | 32–56 | Krim Ljubljana         | 17–26 | 15–33  |
| Fémina Visé           | 31–80 | Viborg HK              | 19–39 | 12–41  |
| Martve Tbilissi       | 20–97 | Budućnost Podgorica    | 10–52 | 10–45  |
| Anagennisi Arta       | 62–53 | Madeira Andebol SAD    | 34–24 | 28–29  |
| Volgograd AKVA        | 48–45 | Oltchim Râmnicu Vâlcea | 26–26 | 22–19  |
| TSV St. Otmar St-Gall | 31–85 | Ferencváros TC         | 17–39 | 14–46  |
| Podravka Koprivnica   | 37–36 | Banská Bystrica        | 22–18 | 15–18  |

## Phase de groupes

### Groupe A
|   | Équipe            | Pts | J | G | N | P | Bp  | Bc  | Diff | Dép |
| - | ----------------- | --- | - | - | - | - | --- | --- | ---- | --- |
| 1 | Kometal GP Skopje | 7   | 6 | 3 | 1 | 2 | 141 | 146 | -5   | /   |
| 2 | Ferencváros TC    | 6   | 6 | 3 | 0 | 3 | 156 | 149 | 7    | +2  |
| 3 | Metz Handball     | 6   | 6 | 3 | 0 | 3 | 130 | 121 | 9    | -2  |
| 4 | Viborg HK         | 5   | 6 | 2 | 1 | 3 | 138 | 149 | -11  | /   |

Le Metz Handball est éliminé à la différence de but particulière.

### Groupe B
|   | Équipe                | Pts | J | G | N | P | Bp  | Bc  | Diff |
| - | --------------------- | --- | - | - | - | - | --- | --- | ---- |
| 1 | Hypo Niederösterreich | 7   | 6 | 5 | 1 | 0 | 177 | 143 | 34   |
| 2 | Bækkelagets SK        | 6   | 6 | 3 | 0 | 3 | 151 | 148 | 3    |
| 3 | Krim Ljubljana        | 5   | 6 | 2 | 1 | 3 | 153 | 146 | 7    |
| 4 | HC Motor Zaporijjia   | 2   | 6 | 1 | 0 | 5 | 119 | 163 | -44  |

### Groupe C
|   | Équipe              | Pts | J | G | N | P | Bp  | Bc  | Diff |
| - | ------------------- | --- | - | - | - | - | --- | --- | ---- |
| 1 | Budućnost Podgorica | 8   | 6 | 4 | 0 | 2 | 172 | 159 | 13   |
| 2 | Volgograd AKVA      | 8   | 6 | 4 | 0 | 2 | 164 | 149 | 15   |
| 3 | HC Leipzig          | 7   | 6 | 3 | 1 | 2 | 162 | 156 | 6    |
| 4 | CBF Elda            | 1   | 6 | 0 | 1 | 5 | 143 | 176 | -33  |

### Groupe D
|   | Équipe              | Pts | J | G | N | P | Bp  | Bc  | Diff |
| - | ------------------- | --- | - | - | - | - | --- | --- | ---- |
| 1 | SPR Lublin          | 10  | 6 | 5 | 0 | 1 | 172 | 148 | 24   |
| 2 | Dunaferr NK         | 8   | 6 | 4 | 0 | 2 | 177 | 138 | 39   |
| 3 | Podravka Koprivnica | 6   | 6 | 3 | 0 | 3 | 144 | 144 | 0    |
| 4 | Anagennisi Arta     | 0   | 6 | 0 | 0 | 6 | 134 | 197 | -63  |

## Phase finale

### Quarts-de-finale
| Équipe 1       | Score | Équipe 2              | Aller | Retour |
| -------------- | ----- | --------------------- | ----- | ------ |
| Dunaferr NK    | 58–60 | Budućnost Podgorica   | 33–33 | 25–27  |
| Ferencváros TC | 48–52 | Hypo Niederösterreich | 27–23 | 21–29  |
| Bækkelagets    | 41–57 | Kometal GP Skopje     | 23–27 | 18–30  |
| Volgograd AKVA | 56–49 | SPR Lublin            | 28–21 | 28–28  |

### Demi-finales
| Équipe 1            | Score | Équipe 2              | Aller | Retour |
| ------------------- | ----- | --------------------- | ----- | ------ |
| Budućnost Podgorica | 55–57 | Hypo Niederösterreich | 28–28 | 27–29  |
| Kometal GP Skopje   | 45–44 | Volgograd AKVA        | 23–18 | 22–26  |

### Finale
| Équipe 1              | Score | Équipe 2          | Aller | Retour |
| --------------------- | ----- | ----------------- | ----- | ------ |
| Hypo Niederösterreich | 52–45 | Kometal GP Skopje | 32–23 | 20-22  |

## Les championnes d'Europe
| Vainqueur de la Ligue des champions de l'EHF 1999-2000 Hypo Niederösterreich 8e titre |

L'effectif du Hypo Niederösterreich était, :
- Anda Bilobrk
- Stanka Božović
- Marina Budecevic
- Renata Cieloch
- Tatjana Dschandschgawa
- Ausra Fridrikas
- Laura Fritz
- Valentina Ivanko
- Bożena Karkut (en)
- Tanja Logvin
- Ariane Maier
- Iris Morhammer
- Svitlana Morozova
- Svetlana Mosgovaïa (de)
- Vanja Mugoša
- Stephanie Ofenböck (Subke) (de)
- Natalia Rusnachenko
- Ruth Swoboda
- Rima Sypkus (en)

Entraîneur
- Gunnar Prokop